# センタータンクレイアウト
センタータンクレイアウトとは、本田技研工業が軽自動車および小型乗用車に採用している燃料タンク搭載方法である。

## 概念
小型車の車内に大型の荷物（スノーボードや自転車など）の積載を可能にするにあたり、「居住性を確保しかつ車体寸法は拡大しない」という相反する課題をクリアすべく、考案した燃料タンク配置の方法を示す。また、1999年の東名高速飲酒運転事故を教訓に、燃料との距離を置くことができ、後部座席に乗車しても炎の引火の恐れを回避することができるという大きなメリットもある。
燃料タンクは通常、後部座席下や背後などに配置されることが多いが、そのため、後部座席の可動範囲や荷室容積の確保に制限が加わる。しかし、燃料タンクを薄型樹脂製にし車両中央（前部座席下）に配置することにより、後部座席を従来燃料タンクがあった部分に収納できるため、トランクスペースの上下部分の拡大や車室内を荷室等へ転用することが簡単にできるようになった。
また低重心化に大きく貢献し、小型車の課題であった走行時の安定化につながっている。
このレイアウトの採用により、フィットの場合、後部座席の収納スペースは、同クラスの小型車の約1.7倍（2人乗車時）にまで広がった。中型車に対しても薄型樹脂製燃料タンクの技術は応用され、低床低重心化に貢献している。

## 採用車種
- ホンダ
  - フィット（初代 GD#、2代目 GE#、3代目 GK#、4代目 GR#）
  - フィットアリア（GD#）
  - シティ（東南アジア仕様 2代目 GD#/GE#、3代目 GM2、4代目 GM6）
  - フィットハイブリッド（初代 GP1/4、2代目 GP5/6）
  - フィットシャトル/フィットシャトルハイブリッド（GG7/8・GP2）
  - モビリオ（GB1/2）
  - モビリオスパイク（GK1/2）
  - エアウェイブ（GJ1/2）
  - パートナー（2代目 GJ3/4）
  - シビック（欧州仕様 3代目 FN#）
  - ヴェゼル/ヴェゼルハイブリッド（初代 RU#、2代目 RV#）
  - グレイス（GM4/5）
  - シャトル/シャトルハイブリッド（GK8/9・GP7/8）
  - N-BOX/N-BOX +/N-BOX SLASH（初代 JF1/2、2代目 JF3/4、3代目 JF5/6）
  - N-ONE（初代 JG1/2、2代目 JG3/4）
  - N-WGN（初代 JH1/2、2代目 JH3/4）
  - N-VAN（JJ1/2）
- 三菱
  - i（HA1W）[1]